# Ctenus captiosus
Ctenus captiosus är en spindelart som beskrevs av Willis J. Gertsch 1935. Ctenus captiosus ingår i släktet Ctenus och familjen Ctenidae. Inga underarter finns listade i Catalogue of Life.